# Dyssodia porophyllum
Dyssodia porophyllum là một loài thực vật có hoa trong họ Cúc. Loài này được (Cav.) Cav. mô tả khoa học đầu tiên năm 1803.